# 北ミンダナオ地方

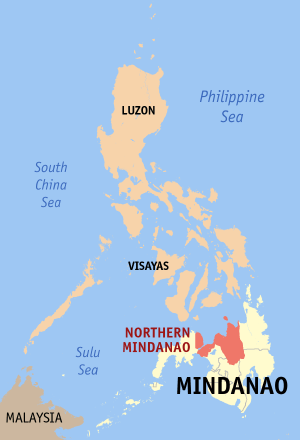

北ミンダナオ地方（きたミンダナオちほう、Northern Mindanao, Region X）は、フィリピン南部ミンダナオ島の北部にある地方である。この地方の中心都市は、カガヤン・デ・オロ（Cagayan de Oro）である。ラナオ・デル・ノルテ州は2001年9月19日、グロリア・アロヨ（Gloria Macapagal-Arroyo）の大統領令により旧中部ミンダナオ地方（Central Mindanao, Region XII）＝現在のソクサージェン地方の一部からこの地方に移された。

## 州
- ミサミス・オリエンタル州
- ミサミス・オクシデンタル州
- カミギン州
- ラナオ・デル・ノルテ州
- ブキドノン州